# 賴遜岩
賴遜岩（1909年－？），廣東番禺人，中华民国空军将领。

## 生平
中央航空學校第2期驅逐科畢業，之后担任国军飞行员，服役期間任空軍中隊長、大隊長、參謀長、署長、校長、作戰司令等職，抗日戰爭時，於武漢會戰多次擊落敵機，參加国共内战，於岱山机场争夺战时，他担任国军舟山指挥所指挥官，旗下有1、3、4三个空军大队（42架战机）。1951年1月至1968年12月曾任交通部民用航空局第2任局長。